# Medienkeil

Farbraumanalyse

Der Ugra/Fogra-Medienkeil ist eine Datei mit festgelegten Farbwerten, die in Prüfdrucke eingebunden wird, damit nachgemessen werden kann, ob der Druck oder der Proof nach Standards (entsprechend ISO 12647) erfolgt ist. Er ist Bestandteil des Medienstandard Druck. 
Ein Medienkeil ist eine Anordnung fester replizierbarer Vorgaben zur Kalibrierung eines Ausgabegerätes. Aus der Replikation werden bestimmte Charakteristika für die Beurteilung ermittelt (visuell sowie messtechnisch) und mit Vorgabecharakteristika verglichen. Anhand dieser Abweichung kann dann eine Justierung des Ausgabegerätes vorgenommen werden, um geringere Abweichungen zu erhalten.
Medienkeile, die für unterschiedliche Einsatz- und Bewertungskriterien herangezogen werden
Digitaler Druckplattenkeil
- Informationsfeld
- Auflösungsfeld
- Linienfelder
- Schachbrettfelder
- Visuelle Referenz-Stufen (VRS)
- Rasterkeil

Ugra-Offset-Testkeil 1982©
- Belichtungszeit
- Belichtungsspielraum
- Auflösung
- Gradation
- Rasterpunktwiedergabe

PostScript-Kontrollkeil
Ugra/Fogra-Medienkeil CMYK V3.0
- Überprüfung von Farbumfang und Farbtreue (s. Abb. Farbraumanalyse)